# Palatabilidad

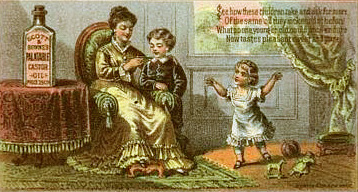
Publicidad del aceite de ricino de la empresa Scott & Bowne, usado como medicamento en el

La palatabilidad es la recompensa hedónica (en este caso, el placer del gusto) proporcionada por alimentos o bebidas que son agradables al paladar y que a menudo varía en relación a la satisfacción homeostática de las necesidades nutricionales y/o hídricas. La palatabilidad de un plato o bebida, a diferencia de su sabor o gusto, varía según el estado del individuo: es menor después del consumo y mayor cuando las necesidades de alimentos no están satisfechas. Su aparición crea una sensación de hambre que es independiente de las necesidades homeostáticas.

## Mecanismo del cerebro
La palatabilidad de una sustancia la determinan procesos relacionados con los receptores opioides en el núcleo accumbens y el pálido ventral. Los procesos opioides involucran receptores opioides mu y se encuentran en la parte de la capa rostromedial del núcleo accumbens en sus neuronas espinosas medianas. Esta zona ha sido llamada el "sitio de consumo de opioides".
La recompensa del consumo asociada con la palatabilidad es disociable del deseo o incentivo que motiva la búsqueda de un producto específico. El valor del deseo o incentivo se realiza mediante procesos relacionados con los receptores opioides en la amígdala basolateral. A diferencia de la palatabilidad del gusto por los alimentos, el deseo de saliencia motivacional no se regula a la baja por las consecuencias fisiológicas del consumo de alimentos y puede ser en gran medida independiente de los procesos homeostáticos que influyen en la ingesta de alimentos.
Aunque la falta de saliencia motivacional la puede comunicar la palatabilidad, es independiente y no necesariamente se reduce a ella. Se ha sugerido la existencia de un tercer sistema que vincula los procesos opioides en las dos partes del cerebro: "Lógicamente, esto plantea la posibilidad de que un tercer sistema, con el que están asociados la capa accumbens, el pálido ventral y la amígdala basolateral, distribuya las señales afectivas provocadas por productos específicos a través de distintos sistemas funcionales para controlar la búsqueda de recompensas... En la actualidad no tenemos ninguna evidencia directa de un sistema de este tipo, pero la evidencia indirecta sugiere que puede residir dentro de los circuitos motivacionalmente ricos que vinculan las estructuras viscerogénicas hipotalámicas y del tronco encefálico, como el núcleo parabraquial.
También se cuenta con sugerencias que indican que el hambre hedónica o hambre emocional puede ser impulsada tanto por el "querer" como por el "gusto" y que también puede existir un subtipo de neurona de palatabilidad en la amígdala basolateral.

## Saciedad y palatabilidad
El apetito está controlado por un circuito directo y uno indirecto. Tanto en el bucle directo como en el indirecto hay dos mecanismos de retroalimentación. En primer lugar, una retroalimentación positiva que implica su estimulación por señales de palatabilidad de los alimentos, y en segundo lugar, una retroalimentación negativa debido a las señales de saciedad posteriores a la ingestión. En el circuito indirecto, estas señales se aprenden por asociación, como el tamaño del plato de comida y funcionan mediante la modulación de la potencia de las señales del circuito directo. La influencia de estos procesos puede darse sin conciencia subjetiva.
Es probable que el cese del deseo de comer después de una comida saciante se deba a diferentes procesos y señales. Los alimentos más palatables reducen los efectos de dichas señales sobre la saciedad, hecho que conlleva una mayor ingesta de alimentos, que se aprovecha en los alimentos hiperpalatables. Por el contrario, el sabor desagradable de ciertos alimentos puede servir como elemento disuasorio para no consumirlos en el futuro. Por ejemplo, la mariposa damero contiene compuestos iridoides que son desagradables para los depredadores aviares, lo que reduce el riesgo de depredación.